# Ortuinus Gratius
Hardwin von Grätz (Holtwick, Vestfália, 1475 — Colônia, 22 de Maio de 1542) foi humanista, escolástico, erudito e teólogo alemão. Foi discípulo de Alexander Hegius e Pedro de Ravenna (1448-1508), tendo se contemporizado com os teólogos e dominicanos da Universidade de Colônia na controvertida questão com Johannes Reuchlin, tendo recebido inúmeros ataques por parte de uma geração mais jovem, que estavam descontentes com suas traduções do convertido judeu Johannes Pfefferkorn (1469-1523).

## Obra
- Fasciculus rerum expetendarum ac fugiendarum (Colônia, 1535), uma coletânea de mais ou menos sessenta e seis tratados de vários autores sobre a história eclesiástica e profana, dogmas e leis canônicas, compilados para revelar os elementos nocivos dentro do organismo da Igreja, e preparados de maneira para serem resolvidos num futuro concílio.